# رشيدة (فلم)
رشيدة (بالفرنسية: Rachida) هو فيلم دراما تم إنتاجه في الجزائر للمخرجة يامينا بشير شويخ وصدر في سنة 2002 وقد نال 15 جائزة دولية.

## القصة
يعود الفيلم إلى زمن العشرية السوداء في الجزائر، حيث يتمحور حول «رشيدة» وهي معلمة تضطر لمغادرة العاصمة هروبا من الإرهابيين، الذين رفضت الامتثال لأوامرهم بوضع قنبلة في مدرستها، فيحاولون اغتيالها، ولكن لحسن الحظ تنجو بأعجوبة وبجرأة كبيرة ولجأت مع أمها إلى قرية صغيرة، رغم العنف السائد في كل مكان.

## فريق التمثيل
- ابتسام جوادي (رشيدة)
- بهية راشدي (عائشة)
- حميد رماس (حسن)
- زكي بولنافض (خالد)
- رشيدة ميساوي (الزهرة)
- عبد القادر بلمقدم (المختار)
- أمل شوخ
- عز الدين بوقرة (الطاهر)

## وصلات خارجية
- مقالات تستعمل روابط فنية بلا صلة مع ويكي بيانات